# 埃吉伊
埃吉伊（法語：Éguilly，法語發音：[eɡiji]）是法国科多尔省的一个市镇，属于博讷区。该市镇总面积5.69平方公里，2009年时的人口为62人。

## 人口
埃吉伊人口变化图示